# Derobrachus geminatus
Derobrachus geminatus är en skalbaggsart som beskrevs av Leconte 1853. Derobrachus geminatus ingår i släktet Derobrachus och familjen långhorningar. Inga underarter finns listade i Catalogue of Life.